# Liu Cheng
Liu Cheng (chiń. 刘成, ur. 4 stycznia 1992 r. w Sanming) – chiński badmintonista specjalizujący się w grze podwójnej, mistrz świata w 2017 i 2018 roku, srebrny medalista w 2015 oraz brązowy w 2014 roku, brązowy medalista mistrzostw Azji, dwukrotny srebrny medalista uniwersjady. Na międzynarodowej imprezie zadebiutował podczas mistrzostw Azji juniorów w 2009 roku w Kuala Lumpur.